# Trachyopella hem
Trachyopella hem är en tvåvingeart som beskrevs av Rohacek och Marshall 1986. Trachyopella hem ingår i släktet Trachyopella och familjen hoppflugor. Inga underarter finns listade i Catalogue of Life.